# 小久保孝雄
小久保 孝雄（こくぼ たかお、1952年9月1日 - ）は、日本の裁判官。高松高等裁判所長官を最後に定年退官後、母校広島大学大学院法務研究科顧問教授や、京都大学大学院法学研究科教授を務めた。瑞宝重光章受章。

## 人物・経歴
大阪府出身。1979年広島大学大学院法学研究科法律学専攻修士課程修了。法務省大阪法務局訟務部検事等を経て、1988年司法研修所民事裁判教官。2002年大阪地方裁判所部総括判事。2012年裁判所職員総合研修所長。2014年京都地方裁判所長。2016年高松高等裁判所長官。2017年広島大学大学院法務研究科顧問教授。2018年京都大学大学院法学研究科教授。2022年瑞宝重光章受章。

## 著作
- 『物権・不当利得・不法行為』（藤原弘道, 松山恒昭編）青林書院 2007年
- 『建築訴訟』（松本克美, 齋藤隆と共編）民事法研究会 2009年
- 『破産法』（山本克己, 中井康之と共編）日本評論社 2014年
- 『建築訴訟』（徳岡由美子と共編著）青林書院 2015年
- 『民事再生法』（山本克己, 中井康之と共編）日本評論社 2015年